# Groblje u Šakićima u Studencima
Srednjovjekovno groblje nalazi se u zaseoku Šakićima, selo Studenci, općina Lovreć.

## Opis
Srednjovjekovno groblje u Šakićima nalazi se SZ od Studenaca uz južnu stranu ceste na istočnom ulazu u spomenutu zaseok. Radi se o srednjovjekovnom groblju sa stećcima koje nastaje tijekom 15. st. Sačuvano je 7 grubljih ploča i sanduka te jedan sljemenjak. Ploče i sanduci grublje su obrade i jako oštećeni te je ukras u obliku stiliziranog dvostrukog križa i rozete vidljiv samo na jednom sanduku. Na prevaljenom sljemenjaku vidljive su tri ukrašene strane; na istočnoj bočnoj strani dvostruki križ; na zapadnoj bočnoj strani konjanik i na sljemenu osmerolatična rozeta i polumjesec. Srednjovjekovno groblje sa stećcima u Šakićima dobro je sačuvano te predstavlja vrijedan spomenik kulture.

## Zaštita
Pod oznakom Z-5711 zavedeno je pod vrstom "arheologija", pravna statusa zaštićena kulturnog dobra, klasificirano kao "kopnena arheološka zona/nalazište".